# Кассационный Сенат
Кассационный Сенат (кассационные департаменты Правительствующего Сената) — верховный суд России с 1866 по 1917 гг.
Учреждение судебных установлений - основной судоустройственный закон Российской Империи, принятый в ходе судебной реформы 1864 г. - гласил, что «в составе Правительствующего Сената образуются, для заведования судебною частию в качестве верховного кассационного суда, два кассационные департамента, один для уголовных, другой для гражданских дел» (статья 5). Таким образом, кассационных департаментов было два - Уголовный (УКД) и Гражданский (ГКД). В некоторых случаях собиралось Общее собрание кассационных департаментов (иногда с участием Первого и Второго департаментов). Полуофициально, новоучрежденные департаменты в их совокупности было принято именовать Кассационным Сенатом. Эти департаменты были открыты в апреле 1866 г.
Прежде единого верховного суда в России не было - каждый из старых судебных (апелляционных) департаментов Сената, уголовных или гражданских, принимал жалобы на судебные установления только определенных губерний; более того, решения отдельного департамента могли быть обжалованы в одно из общих собраний Сената, коих было четыре (два в Петербурге и по одному в Москве и Варшаве), а затем и в Государственный Совет, мнение которого по судебному делу утверждалось императором и становилось законом для аналогичных дел в форме «высочайше утвержденного мнения Государственного Совета». В отличие от этой дореформенной системы, решения кассационных департаментов были окончательными и никакому обжалованию не подлежали, даже обжалованию на высочайшее имя. Таким образом, реформой 1864 г. судебная власть была отделена от законодательной и тем более административной. 
Кассационные департаменты принимали жалобы на решения апелляционных инстанций - судебных палат и съездов мировых судей, а также (после 1889 г.) окружных судов, действующих в качестве апелляционной инстанции по решениям уездных членов окружного суда. По некоторым, сравнительно редким, категориям дел кассационные департаменты сами выступали в качестве апелляционной и даже первой инстанции и решали дела окончательно, входя в существо дела. Но по кассационным жалобам Кассационный Сенат лишь отменял ошибочные решения нижестоящих судов и отсылал их, вместе со своими указаниями, назад на пересмотр, и не имел права самостоятельно  выносить окончательные судебные решения, то есть следовал «принципу чистой кассации». Это объяснялось тем, что по закону задачей кассационного суда было обеспечение правильного и единообразного толкования законов, но отнюдь не установление или оценка фактов, т.е. разбирательство по существу. Впрочем, Кассационный Сенат часто упрекали за то, что под видом толкования он нередко вникал в существо дел и переоценивал факты.
Кассационный Сенат возглавлял пирамиду судебных учреждений, созданных судебными уставами Александра II в 1864 г. Судебные учреждения прежнего устройства, продолжавшие существовать на окраинах Империи до 1899 г., не входили в юрисдикцию Кассационного Сената, и жалобы на их решения рассматривались, как и прежде, старыми (апелляционными) департаментами, которые были закрыты в том же 1899 году.
Кассационный Сенат отличался высокой степенью судейского активизма, его решения повсеместно воспринимались как судебные прецеденты и в этом качестве постоянно цитировались в нижестоящих судах. Американский историк права Уильям Вагнер, глубоко изучивший данный вопрос, утверждает, что Правительствующий Сенат обладал «такими полномочиями в области судебного правотворчества, которые были уникальными как для царской России, так и для континентальных европейских правовых систем». Решения кассационных департаментов публиковались в ежегодных сборниках во всеобщее сведение для руководства к единообразному истолкованию и применению законов.  После 1877 г., когда кассационных дел и решений стало слишком много, публиковались только избранные «руководящие» решения (одна или две сотни в год по гражданским делам и несколько десятков по делам уголовным). Публиковались также разъяснения спорных вопросов, даваемые Общим собранием кассационных департаментов по запросам министра юстиции.
Первоначально в каждом департаменте было только по четыре сенатора, однако возраставший приток кассационных жалоб вынуждал правительство постоянно увеличивать штаты департаментов, так что к 1917 г. в УКД было уже 28 сенаторов, а в ГКД - 49. Каждый департамент и Общее их собрание возглавлялись первоприсутствующим сенатором: таким образом, эти лица занимали наивысшие должности в судебной системе Империи. Кроме того, при департаментах и Общем собрании состояли обер-прокуроры и их товарищи; задачей обер-прокуратуры было давать обязательные заключения по каждому делу, предлагая разрешить поставленный в нем правовой вопрос так или иначе; эти заключения не были обязательны для сенаторов, но помогали им уяснить правовые аспекты дела. 
Приток жалоб обусловил и кассационную реформу 1877 г., сущность которой состояла в разделении кассационных департаментов на отделения по 3-4 сенатора в каждом. Отныне львиная доля дел - дела, имевшие рутинный характер (так называемые отделенские дела) - решалась в отделениях, и лишь избранные, наиболее важные в правовом смысле дела рассматривались, как и прежде, общим департаментским присутствием. Только решения по этим последним делам (именовавшимся «департаментскими») с тех пор подлежали опубликованию.
Помимо чисто судебных, Кассационный Сенат обладал и надзорными полномочиями, следя за правильностью отправления правосудия нижестоящими судами и судьями. Надзорные функции верховного суда были раздроблены между Общим собранием кассационных департаментов (которое ведало прежде всего разрешением пререканий о подсудности между судебными и правительственными установлениями), Соединенным присутствием Первого и кассационных департаментов и Высшим дисциплинарным присутствием Правительствующего Сената (эти присутствия были созданы в 1877 и 1885 гг. соответственно).
Кассационный Сенат был уничтожен большевиками 22 ноября/5 декабря 1917 г. вместе с остальными департаментами Правительствующего Сената и всеми судами России после принятия так называемого «Декрета о суде № 1».